# Fabrizio Saccomanni
Fabrizio Saccomanni (ur. 22 listopada 1942 w Rzymie, zm. 8 sierpnia 2019 w Mediolanie) – włoski ekonomista i urzędnik państwowy, dyrektor generalny włoskiego banku centralnego, w latach 2013–2014 minister gospodarki i finansów w rządzie Enrica Letty.

## Życiorys
Ukończył magisterskie studia ekonomiczne na Uniwersytecie Bocconi w Mediolanie. Kształcił się następnie na Princeton University w zakresie polityki pieniężnej i gospodarki międzynarodowej. W 1967 został pracownikiem mediolańskiego oddziału Banca d’Italia. Od 1970 do 1975 pracował w Międzynarodowym Funduszu Walutowym w Waszyngtonie, m.in. jako asystent włoskiego dyrektora wykonawczego. W 1984 stanął na czele departamentu zagranicznego Banca d’Italia, a w 1997 został dyrektorem ds. stosunków międzynarodowych. W latach 2003–2006 był wiceprezesem Europejskiego Banku Odbudowy i Rozwoju. Następnie objął funkcję dyrektora generalnego Banca d’Italia. Zasiadał także we władzach Banku Rozrachunków Międzynarodowych.
27 kwietnia 2013 kandydat na premiera Enrico Letta ogłosił jego nominację na urząd ministra gospodarki i finansów w nowo powołanym gabinecie. Funkcję tę objął następnego dnia i pełnił ją do 22 lutego 2014.
Odznaczony m.in. Orderem Zasługi Republiki Włoskiej w klasach Komandor (1987), Wielki Oficer (1999) i Kawaler Krzyża Wielkiego (2010).